# Panchiko
Panchiko是一支来自英国诺丁汉的独立乐队。成立于1997年，最初由欧文·戴维斯（主唱、吉他）、安迪·赖特（吉他、采样）、肖恩·费雷戴（贝斯）和约翰（鼓）组成。此后，新成员约翰（取代原来的鼓手约翰）和罗伯（吉他手）加入了乐队。 
该乐队于2016年首次引起公众关注，当时他们的第一张样本唱片EP《D>E>A>T>H>M>E>T>A>L》在诺丁汉舍伍德一家慈善商店被一位4chan用户发现，随后在互联网上流行起来。直到2020年，乐队成员才知晓，当时一位粉丝通过Facebook找到并联系了主唱欧文。此后，乐队进行了重组，并于2021年12月在诺丁汉举行了他们二十多年来的首场演出。

## 《D>E>A>T>H>M>E>T>A>L》(1998–2001)

Panchiko首张EP《D>E>A>T>H>M>E>T>A>L》封面。插图取自漫画《薄荷关系》

Panchiko的成员是拥有廉价设备的儿时朋友，他们在1998年十几岁的年纪时创立了乐队。受Super Furry Animals和电台司令等乐队的影响，乐队在他们的房间里录制《D>E>A>T>H>M>E>T>A>L 》。这张EP于2000年首次出版，大约有30张自制的CD-R副本在朋友之间共享，其中一些副本被发送给乐评家和厂牌。乐队在当地酒吧进行现场表演，并参加了乐队之战比赛。尽管吸引到了Fierce Panda的一些关注，乐队仍未签约并在不久后解散。《D>E>A>T>H>M>E>T>A>L》的音乐风格被认为是情绪音乐、工业音乐、梦幻流行和迷幻音乐。
在《D>E>A>T>H>M>E>T>A>L》的发行和乐队复兴之间，最初的三人组都开始了各自的音乐生涯。安迪为其他乐队以及其他音乐项目进行混音和掌握，继续从事音乐工作。他加入了游泳乐队以及他自己的项目We Show Up on Radar。欧文也从事不为人知的音乐项目，现在从事教育工作。肖恩现在是一名树木整形专家。他们最初的鼓手约翰在乐队解散后不久就参军了。

## 复兴（2016 年至今）
2016年7月21日，一位4chan用户发帖称他们在诺丁汉舍伍德的乐施会慈善商店找到了《D>E>A>T>H>M>E>T>A>L》的副本。这些受光盘损坏影响的歌曲通过Mega和Zippyshare下载链接被共享。
这张唱片通过互联网流传成为了一张另类经典作品直到欧文和Panchiko的其他成员通过Facebook与他们的粉丝联系上。2020年，乐队通过Bandcamp重新发行了《D>E>A>T>H>M>E>T>A>L》（现已扩展为一张完整专辑，其中包括他们2001年的作品《Kicking Cars》），以及通过合辑《Ferric Oxide》发布了18首以前未发布的样本曲目。 2021年，乐队发行了《The Death Of》，其中包含乐队在2001年解散前录制的最后一首曲目
2021年12月5日，乐队在他们的家乡进行了20多年来的首次现场演出他们的下一场重要演出是2022年在伦敦的哈克尼。乐队计划于2022年在美国各地巡演，包括西南偏南。

## 唱片目录

### 专辑
- 《Ferric Oxide (Demos 1997–2001)》（2020）
- 《R>E>M>I>X>E>D》（2020）
- 《L>I>V>E>M>E>T>A>L》（2021）
- 《Live In Nottingham》（2022）
- 《Failed at Math(s)》（2023）
- 《Ginkgo》（2025）

### 迷你专辑
- 《D>E>A>T>H>M>E>T>A>L》（2020）
- 《Kicking Cars EP》（2001）

### 单曲
- 《R>O>B>O>T>S>R>E>P>R>I>S>E》（2020）
- 《Machine Gun Drum》（2020）
- 《The Death Of》（2021）